# Championnat du Brésil de football de deuxième division 1971
Navigation
Série B 1972
La saison 1971 de Série B (en portugais Campeonato Nacional de Clubes da Primeira Divisão 1971) est la première édition du championnat du Brésil de football de deuxième division, qui constitue le deuxième échelon national du football brésilien. 

## Organisation
Pour cette première édition, on fusionne le Torneio Centro-Sul et la Copa Norte-Nordeste, s'ajoute également divers champions régionaux. Au début, tous les États avaient une place dans cette nouvelle compétition, en particulier ceux qui n'avaient pas de clubs en première division, cependant, certains clubs étaient mécontents du manque de prestige, de ne jouer qu'au deuxième niveau, et préféraient ne pas participer. En fin de championnat il n'y a pas de promotion en Serie A.

## Compétition
La première phase compte 23 équipes, dont quatre sont automatiquement qualifiées pour la deuxième phase (Central, Mixto, Rodoviária et Villa Nova/MG), les autres sont divisées en groupes selon la région géographique. Les équipes s'affrontent, au sein de chaque groupe, en match aller-retour, les champions de chaque groupe se qualifient pour la deuxième phase.
Lors de la deuxième phase, les neuf équipes restantes sont réparties en quatre groupes. Les groupes 1, 2 et 3 ne comportent que deux équipes, le groupe 4 a trois équipes. Les vainqueurs sont qualifiés pour la demi finale qui se joue en match aller retour tout comme la finale. En cas d'égalité après deux rencontres, un troisième match est organisé.

### Tournoi final
|  | Demi-finales   | Demi-finales   | Demi-finales  | Demi-finales  |               |               | Finale | Finale | Finale | Finale |
|  |                |                |               |               |               |               |        |        |        |        |
|  |                |                |               |               |               |               |        |        |        |        |
|  | Clube do Remo  | Clube do Remo  | 0             | 2             |               |               |        |        |        |        |
|  | Clube do Remo  | Clube do Remo  | 0             | 2             |               |               |        |        |        |        |
|  | AO Itabaiana   | AO Itabaiana   | 0             | 0             |               |               |        |        |        |        |
|  | AO Itabaiana   | AO Itabaiana   | 0             | 0             | Clube do Remo | Clube do Remo | 1      | 0      |        |        |
|  |                |                |               |               | Clube do Remo | Clube do Remo | 1      | 0      |        |        |
|  |                |                | Villa Nova AC | Villa Nova AC | 0             | 3             |        |        |        |        |
|  | AA Ponte Preta | AA Ponte Preta | Villa Nova AC | Villa Nova AC | 0             | 3             | 0      | 1      |        |        |
|  | AA Ponte Preta | AA Ponte Preta |               |               |               |               |        | 1      |        |        |
|  | Villa Nova AC  | Villa Nova AC  | 1             | 0             |               |               |        |        |        |        |
|  | Villa Nova AC  | Villa Nova AC  | 1             | 0             |               |               |        |        |        |        |

Légende des couleurs
- Qualification pour la finale
- Champion de Serie B.

- Après les demi-finales entre AA Ponte Preta et Villa Nova AC un troisième match est nécessaire pour départager les équipes, il se termine sur le score de 1 à 1, c'est finalement aux tirs au but que Villa Nova se qualifie pour la finale (6 à 5).
- Lors de la finale les deux équipes remportant chacune un match, un match d'appui est nécessaire, Villa Nova remporte le troisième match 2 à 1 et devient le premier champion de deuxième division brésilienne.